# 紹斯伍德阿克雷斯 (康乃狄克州)
紹斯伍德阿克雷斯（英語：Southwood Acres）是位於美國康乃狄克州哈特福縣的一個人口普查指定地區。

## 地理
紹斯伍德阿克雷斯的座標為41°57′28″N 72°34′16″W / 41.95778°N 72.57111°W，而該地最高點為海拔高度37米（即123英尺）。

## 人口
根據2010年美國人口普查的數據，紹斯伍德阿克雷斯的面積為10.50平方千米，當中陸地面積為10.50平方千米，而水域面積為0.00平方千米。當地共有人口7657人，而人口密度為每平方千米729人。